# آسفیچ
آسفیچ، روستایی در دهستان آسفیچ بخش آسفیچ شهرستان بهاباد در استان یزد ایران است. این روستا، مرکز بخش آسفیچ است.

## جمعیت
بر پایه سرشماری عمومی نفوس و مسکن در سال ۱۳۹۵، جمعیت این روستا برابر با ۶۱۹ نفر (۲۰۳ خانوار) بوده است.